# Badminton nos Jogos Europeus de 2019
As competições de badminton  nos Jogos Europeus de 2019 foram disputadas no Falcon Club, em Minsk, na Bielorrússia, entre 24 a 30 de junho de 2019. Foram disputados 5 eventos.

## Calendário
| Junho     | 21 | 22 | 23 | 24 | 25 | 26 | 27 | 28 | 29 | 30 |
| --------- | -- | -- | -- | -- | -- | -- | -- | -- | -- | -- |
| Badminton |    |    |    | ●  | ●  | ●  | ●  | ●  | 2  | 3  |

|  | Dia de competição |  | Dia de final |

## Qualificação
Ao todo, 38 CONs qualificaram pelo menos um badmintonista em um dos eventos, com a quantidade de competidores entre parênteses.
- GER Alemanha (7)
- ARM Armênia (1)
- AUT Áustria (3)
- AZE Azerbaijão (1)
- BEL Bélgica (4)
- BLR Bielorrússia (7)
- BUL Bulgária (5)
- CRO Croácia (2)
- CYP Chipre (1)
- DEN Dinamarca (8)
- SVK Eslováquia (1)
- SLO Eslovênia (2)
- ESP Espanha (4)
- EST Estônia (6)
- FIN Finlândia (4)
- FRA França (7)
- GBR Grã-Bretanha (8)
- HUN Hungria (4)
- IRL Irlanda (6)
- ISL Islândia (1)
- ISR Israel (3)
- ITA Itália (5)
- LAT Letônia (1)
- LTU Lituânia (2)
- LUX Luxemburgo (1)
- MDA Moldávia (2)
- NOR Noruega (3)
- NED Países Baixos (6)
- POL Polônia (5)
- POR Portugal (2)
- CZE Chéquia (7)
- ROM Romênia (1)
- RUS Rússia (8)
- SRB Sérvia (1)
- SWE Suécia (3)
- SUI Suíça (4)
- TUR Turquia (4)
- UKR Ucrânia (7)

## Medalhistas

### Masculino
| Evento              | Ouro                                          | Prata                                             | Bronze                                                                             |
| ------------------- | --------------------------------------------- | ------------------------------------------------- | ---------------------------------------------------------------------------------- |
| Individual detalhes | Anders Antonsen DEN Dinamarca                 | Brice Leverdez FRA França                         | Raul Must EST EstôniaMisha Zilberman ISR Israel                                    |
| Duplas detalhes     | Marcus Ellis Chris Langridge GBR Grã-Bretanha | Kim Astrup Anders Skaarup Rasmussen DEN Dinamarca | Vladimir Ivanov Ivan Sozonov RUS RússiaJelle Maas Robin Tabeling NED Países Baixos |

### Feminino
| Evento              | Ouro                                        | Prata                                     | Bronze                                                                         |
| ------------------- | ------------------------------------------- | ----------------------------------------- | ------------------------------------------------------------------------------ |
| Individual detalhes | Mia Blichfeldt DEN Dinamarca                | Kirsty Gilmour GBR Grã-Bretanha           | Line Kjærsfeldt DEN DinamarcaEvgeniya Kosetskaya RUS Rússia                    |
| Duplas detalhes     | Selena Piek Cheryl Seinen NED Países Baixos | Chloe Birch Lauren Smith GBR Grã-Bretanha | Émilie Lefel Anne Tran FRA FrançaEkaterina Bolotova Alina Davletova RUS Rússia |

### Misto
| Evento          | Ouro                                       | Prata                                      | Bronze                                                                   |
| --------------- | ------------------------------------------ | ------------------------------------------ | ------------------------------------------------------------------------ |
| Duplas detalhes | Marcus Ellis Lauren Smith GBR Grã-Bretanha | Chris Adcock Gabby Adcock GBR Grã-Bretanha | Sam Magee Chloe Magee IRL IrlandaThom Gicquel Delphine Delrue FRA França |

## Quadro de medalhas
| Ordem | País              | Medalha de ouro | Medalha de prata | Medalha de bronze | Total |
| ----- | ----------------- | --------------- | ---------------- | ----------------- | ----- |
| 1     | GBR Grã-Bretanha  | 2               | 3                |                   | 5     |
| 2     | DEN Dinamarca     | 2               | 1                | 1                 | 4     |
| 3     | NED Países Baixos | 1               |                  | 1                 | 2     |
| 4     | FRA França        |                 | 1                | 2                 | 3     |
| 5     | RUS Rússia        |                 |                  | 3                 | 3     |
| 6     | EST Estônia       |                 |                  | 1                 | 1     |
|       | IRL Irlanda       |                 |                  | 1                 | 1     |
|       | ISR Israel        |                 |                  | 1                 | 1     |
| TOTAL | TOTAL             | 5               | 5                | 10                | 20    |